# Lil'B
Ne doit pas être confondu avec Lil B.
Lil'B est un groupe de J-pop et hip-hop japonais japonais.

## Biographie
Lil'B est formé en 2007 par Mie (chant), et Aila (rappeuse). Le nom du groupe vient de deux mots : Lil et de la première lettre du mot Betray.
En juin 2008, elles publient leur premier single, Orange, qui sera le quinzième générique de fin de Bleach. Leur chanson Tsunaida Te est le troisième générique de fin de Fullmetal Alchemist: Brotherhood. Le 2 septembre 2008 sort le single Love Song sang Kimi.
Lil'B publie un nouveau single, Kimi ga suki de, le 28 janvier 2009. Il contient trois chansons, dont Kimi uta 3 busaku＿DJ KAORI's Lil'B girls mix＿ et la version karaoké de la chanson-titre. Deux semaines plus tard, le 11 février 2009, Lil'B publie son premier album intitulé Ima, kimi e..., qui comprend 14 chansons. À la fin de l'année, l'album atteint la 68e de l'Oricon.